# Дерновка (Нижневоргольский сельсовет)
Дерновка — деревня Нижневоргольского сельского поселения Елецкого района Липецкой области.

## География
Дерновка находится на левом берегу реки Воргол. На юге деревни находится Нижневоргольский лесной участок. На противоположном берегу реки — усадьба Талдыкина.
Через деревню проходят просёлочные дороги.

### Улицы
- ул. Заводская
- ул. Линейная
- ул. Садовая
- ул. Школьная

## Население
| 2010 |
| ---- |
| 273  |